# ولامير ماركيز
ولامير ماركيز (بالبرتغالية: Wlamir Marques) مواليد 16 يوليو 1937 ، هو لاعب كرة سلة برازيلي سابق. مثّل منتخب البرازيل لكرة السلة وشارك في كأس العالم لكرة السلة ودورة الألعاب الأمريكية.

## روابط خارجية
- ولامير ماركيز على موقع الاتحاد الدولي لكرة السلة (الإنجليزية)
- ولامير ماركيز على موقع سبورتس رفرنس (الإنجليزية)
- ولامير ماركيز على موقع أوليمبيديا (الإنجليزية)
- ولامير ماركيز على موقع اللجنة الأولمبية البرازيلية (البرتغالية)